# Leslie Stephen
Leslie Stephen (Londres, 28 de noviembre de 1832 - 22 de febrero de 1904) fue un biógrafo, alpinista y filósofo inglés, editor del Oxford Dictionnary of National Biography. Fue padre de la escritora Virginia Woolf.

## Biografía
Estudió en Eton y en el Trinity Hall de Cambridge, donde se gradúó como bachiller en artes en 1854 y como maestro en artes en 1857. Se hizo sacerdote de la Iglesia de Inglaterra hasta que evolucionó a un agnosticismo liberal. Escribió muchos trabajos sobre pensamiento político y literatura; destacan en especial sus dos volúmenes de History of English thought in the eighteenth century (1876) y The English utilitarians (3 vols. 1900), que siguen siendo leídos y utilizados. De su primera mujer, Harriet (Minny) Thackeray, tuvo una hija llamada Laura, y de su segunda esposa, Julia Jackson, viuda de Herbert Duckworth, tuvo dos hijos, Adrian y Thoby, y dos hijas, Virginia Woolf y Vanessa Bell.
Fue uno de los primeros en escalar, durante la edad de oro del alpinismo, todas las altas cumbres de los Alpes, como el Bietschhorn, el Schreckhorn, el Monte Disgrazia y el Zinalrothorn. Fue durante unos años presidente del Club Alpino que había cofundado en 1857 e igualmente editor del Alpine Journal entre 1868 y 1871.

## Obra
Su obra más famosa, el Diccionario de la biografía nacional, fue concebido en 1880 por George Smith, editor de John Ruskin, las hermanas Brontë, Anthony Trollope y de muchos otros novelistas principales británicos del siglo XIX. En 1882 Stephen persuadió a Smith de que una biografía universal era impracticable y le propuso hacer un diccionario de biografías sucintas y exactas de todos los habitantes significativos de las islas británicas y sus colonias desde el período histórico más temprano a la época actual. Bajo su dirección editorial, el trabajo comenzó en 1882 y el primer volumen, previsto originalmente para octubre de 1884, fue publicado momentos antes de Navidad de 1884, aunque está fechado 1885. Pero el trabajo se reveló como un suplicio para él y fue añadiendo más y más colaboradores, el principal de los cuales fue Sidney Lee. Mientras que Stephen era elegante en su escritura, pero a veces poco metódico e indulgente con sus biografiados, Lee era un maniático del orden, la precisión y el método, y un trabajador fanático sin llegar a ser pedante.
Como filósofo, escribió una ética evolucionista (Science of Ethics, 1882) y se extendió al campo de la Historia de las ideas con una Historia del pensamiento inglés en el Ochocientos, 1876 y Utilitarismo inglés, 1900. Aparece como personaje bajo la máscara de mister Ramsey en Al faro, novela de su hija Virginia Woolf.

## Obras
- Peaks, passes and glaciers (1862)
- The Playground of Europe (1871)
- The Science of Ethics (1882)
- Essays on Free Thinking and Plain Speaking (1873)
- An Agnostic's Apology (1893)
- The History of English Thought in the Eighteenth Century (1876)
- The Utilitarians (1900)
- Biografías de Samuel Johnson, Alexander Pope, Jonathan Swift, George Eliot y Thomas Hobbes.